# 山栖短跗蛛
山栖短跗蛛（学名：Moneta tumulicola）为球蛛科短跗蛛属的动物。在中国大陆，分布于甘肃等地。该物种的模式产地在甘肃文县。